# Dalmatiër

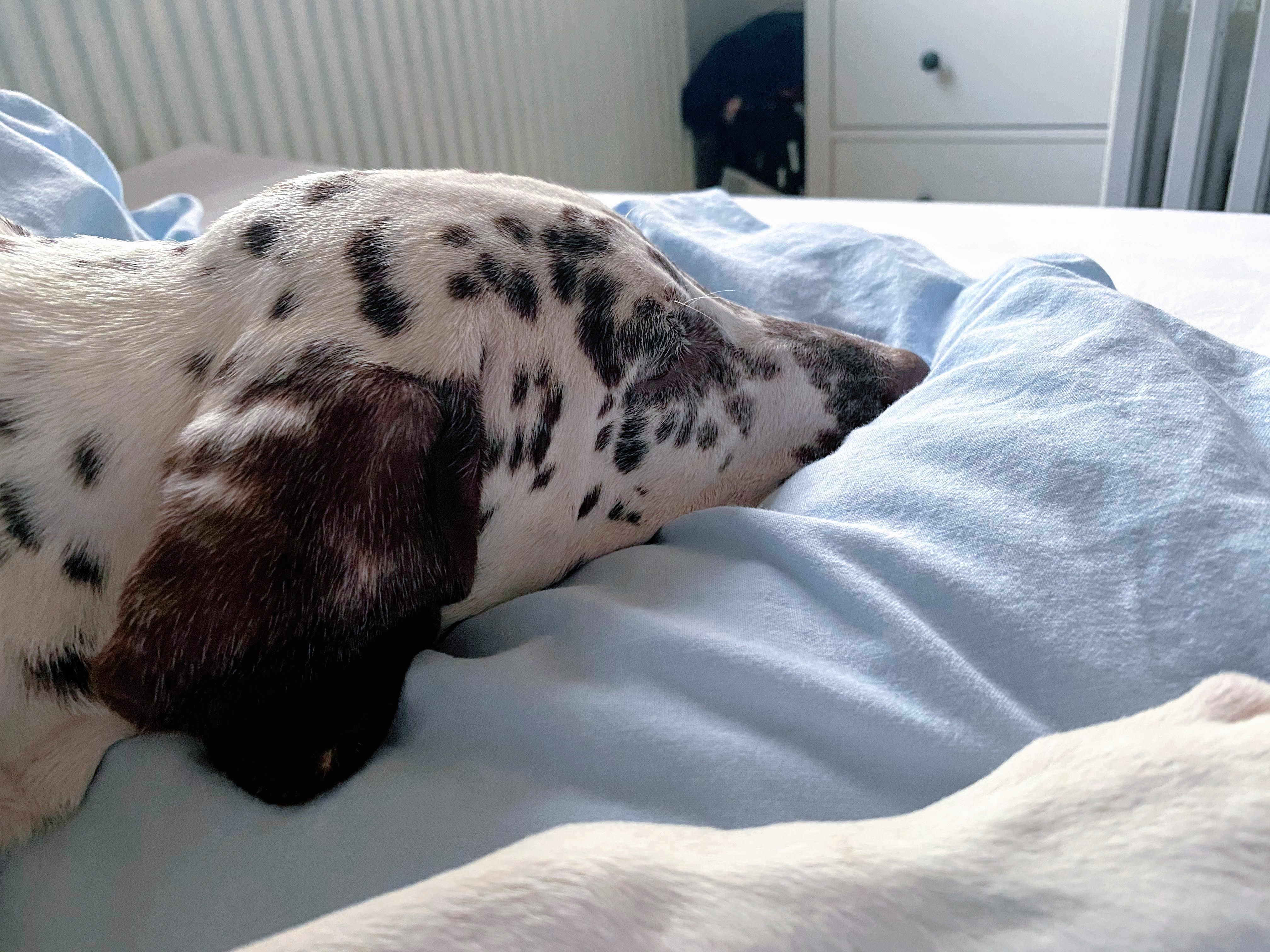
Dalmatiërpup met bruine vlekken

De dalmatiër (ook wel dalmatische hond), is een hond die bekend staat om zijn witte vacht met zwarte stippen. Hij is van oorsprong afkomstig uit de Kroatische kuststreek Dalmatië. De naam is echter afgeleid van dalmatica, de Romeinse koningsmantel gemaakt van hermelijn. Sinds het begin van de 18e eeuw heeft het ras zich vooral in Engeland, waar in 1882 de rasstandaard werd opgezet, bij de adel ontwikkeld. Zijn taak was het begeleiden van de door paarden getrokken equipages, koetsen en rijtuigen.
Doofheid komt binnen dit ras voor. Dove pups kunnen opgespoord worden door middel van een BAER-test. Het opvallendst is de witte vacht die scherp is afgetekend met zwarte of leverkleurige vlekken. De dalmatiër wordt door leken ook wel rijst-met-krentenhond genoemd.
De dalmatiër is door de bekende Disneyfilm 101 Dalmatians zeer beroemd geworden en geliefd door vooral kinderen maar ook volwassenen over de gehele wereld. Daardoor echter, zijn de dalmatiërs ook zeer geliefd door broodfokkers, en zijn er steeds meer honden in het asiel beland.

## Rashond
De dalmatiër behoort tot FCI-rasgroep 6; lopende honden en zweethonden.
De kop is tamelijk lang met een vlakke schedel, tamelijk brede bovenschedel, uitgesproken stop, lange en krachtige voorsnuit, droge lippen. Zwarte neusspiegel bij zwarte honden, bruine neusspiegel bij leverkleurige.
De ogen zijn tamelijk ver uit elkaar geplaatst, middelgroot, met ronde oogopeningen. De kleur is donker of barnsteenkleurig, afhankelijk van de kleur van de vacht. De rand rondom de ogen moet gepigmenteerd zijn, zwart of leverbruin.
De dalmatische hond heeft een uitermate vrij en ruim gangwerk; het heeft een vloeiende, krachtige, ritmische gang met een lange pas en een goede stuwing vanuit de achterhand. Van achteren gezien bewegen de benen parallel, met de achterbenen in het spoor van de voorbenen. Een korte pas en peddelende beweging worden gezien als fout.
De schofthoogte van de reu is meestal iets hoger dan die van de teef, namelijk ± 60 centimeter. De ideale hoogte voor een teef is echter 54-57 cm. Het gewicht voor reuen is ongeveer 27-32 kg, voor teven ongeveer 24-29 kg.

## Naam legende
In Nederland doet generaties lang het verhaal de ronde dat de dalmatiër van oorsprong ingezet zou zijn als hulp voor landmeters in heuvelachtige gebieden. Bij het inmeten van geaccidenteerd gebied, met name bij extreme hellingshoeken of dichtbebost heuvelterrein waren de instrumenten van de landmeter niet efficiënt genoeg. Er werd dan gebruikgemaakt van een speciaal getrainde hond die aan zijn halsband een meettouw meevoerde en die dwars door het slecht toegankelijke terrein in een rechte lijn naar het in te meten punt kon lopen waar de assistent van de landmeter stond die op gezette tijden een fluitsignaal gaf. Als de overtocht slaagde, werd het touw losgekoppeld, teruggetrokken en gemeten. Na vergelijkingsmetingen met bijvoorbeeld de theodoliet kon zo een globale curvemeting van een dal worden gedaan. De dalmatiër, door zijn zwart-wit gespikkelde vacht goed zichtbaar onder minder goede lichtcondities, bleek het meest geschikt voor het inzetten bij het vaststellen van deze 'dal-maat' en zou zijn naam 'dalmatische hond' danken aan deze specifieke taak.
Alpenländische dachsbracke ·
American foxhound ·
Anglo-Français de petit vénerie ·
Ariégeois ·
Basset artésien normand ·
Basset bleu de Gascogne ·
Basset fauve de Bretagne ·
Basset hound ·
Beagle ·
Beagle-harrier ·
Beierse bergzweethond ·
Billy ·
Black and tan coonhound ·
Bloedhond ·
Bosanski ostrodlaki gonic barak ·
Brandlbracke ·
Briquet griffon vendéen ·
Chien d'Artois ·
Crnogorski planinski gonic ·
Dalmatiër ·
Drever ·
Duitse brak ·
Dunker ·
Eesti hagijas ·
Erdélyi kopó ·
Finse brak ·
Foxhound ·
Français blanc et noir ·
Français blanc et orange · 
Français tricolore ·
Gończy Polski ·
Grand anglo-français blanc et noir ·
Grand anglo-français blanc et orange ·
Grand anglo-français tricolore · 
Grand basset griffon vendéen ·
Grand bleu de Gascogne ·
Grand Gascon saintongeois ·
Grand griffon vendéen ·
Griffon bleu de Gascogne ·
Griffon fauve de Bretagne ·
Griffon nivernais ·
Haldenstøvare ·
Hamiltonstövare ·
Hannoveraanse zweethond ·
Harrier ·
Hellinikos ichnilatis ·
Hygenhund ·
Istarski kratkodlaki gonic ·
Istarski ostrodlaki gonic ·
Ogar polski ·
Otterhound ·
Petit basset griffon vendéen ·
Petit bleu de Gascogne ·
Petit Gascon saintongeois ·
Poitevin ·
Porcelaine ·
Posavski gonic ·
Pronkrug ·
Sabueso español ·
Schillerstövare ·
Schweizer Laufhund ·
Schweizerischer Niederlaufhund ·
Segugio italiano (korthaar) ·
Segugio italiano (ruwhaar) ·
Segugio maremmano ·
Slovensky kopov ·
Smalandstövare ·
Srpski gonic ·
Srpski trobojni gonic ·
Steirische rauhhaarbracke ·
Tiroler brak ·
Westfaalse dasbrak